# أبو عبيد الهروي الفاشاني
 أبو عبيد أحمد بن محمد بن محمد بن عبد الرحمن الهروي الشافعي اللغوي المؤدب الشهير بـ أبو عبيد الهروي، ويقال له الفاشاني نسبة إلى فاشان وهي قرية من قرى هراة، فقيه شافعي، ولغوي، صاحب كتاب الغريبين في القرآن والحديث، أخذ العلم عن أبي منصور الأزهري اللغوي، روى الحديث عن أحمد بن محمد بن ياسين، وأبي إسحاق أحمد بن محمد بن يونس البزاز الحافظ. حدث عنه: أبو عثمان الصابوني، وأبو عمر عبد الواحد بن أحمد المليحي بكتاب «الغريبين»، قال ابن خلكان أنه: «كان يحب البذلة، ويتناول في الخلوة، ويعاشر أهل الأدب في مجالس اللذة والطرب»، وأشار سيف الدين الباخرزي في ترجمته لأدباء خرسان إلى ذلك، توفي سنة 401 هـ.